# BredaMenarinibus Monocar 240
Le BredaMenarinibus Monocar 240 est un modèle d'autobus urbain fabriqué en Italie par le constructeur BredaMenarinibus, filiale du groupe public Finmeccanica à partir de l'année 1997.
Cet autobus est un véhicule de nouvelle conception et un des premiers au monde à offrir un plancher plat très bas sur toute sa longueur. 

## Histoire
L'autobus Monocar 240 a été présenté en 1997 pour remplacer le modèle précédent, le Monocar 221 qui, bien qu'assez récent, avait vite vieilli comparé aux récents modèles Iveco et notamment l'Iveco 491 CityClass. En effet, sa carrosserie était restée très semblable à son prédécesseur, le Monocar 220. Son principal défaut reproché par les utilisateurs était la marche au droit de la porte centrale pour accéder à l'arrière.

## La technique
La conception de la structure a permis d'offrir un plancher plat ultra abaissé. C'est un des tout premiers autobus urbains, avec l'Iveco 491 CityClass, à offrir cette caractéristique adoptée et "copiée" par les autres constructeurs.
Comme le veut la norme italienne, la caisse est dotée de 3 portes doubles sur le côté droit du véhicule pour la version urbaine (NU) et deux portes en version suburbaine (NS)
Lors de sa présentation, le Monocar 240 était disponible avec deux motorisations au choix, un moteur Fiat-IVECO ou un moteur Mercedes-Benz en option pour les modèles à l'exportation. La boîte de vitesses automatique était au choix une ZF ou Voith-Diwa. À partir de 2001, avec l'entrée en vigueur de la norme Euro III, le contrat de fourniture de moteurs ne sera pas renouvelé par IVECO ; le Monocar 240 Euro III ne sera proposé qu'avec la motorisation Mercedes avant d'être remplacé par le nouveau Avancity.

## Les différents modèles produits

### Monocar 240 N
- Longueur : 10,50 m
- Versions : Urbain (NU), Suburbain (NS)
- Alimentation : Gasoil, Méthane (Exobus)
- Nb portes : 3 (NU), 2 (NS) pour l'Italie, ou selon la norme du pays.

### Monocar 240 L
- Longueur : 11,960 m
- Versions : Urbain (LU), Suburbain (LS), Périurbain (LI)
- Alimentation : Gasoil, Méthane (Exobus), Hybride [1]
- Nb portes : 3/4 (LU), 2 (LS), 2 (LI) pour l'Italie ou selon la norme du pays.

### Monocar 340
- Longueur : 18,0 m
- Versions : Urbain (340 U), Suburbain (340 S)
- Alimentation : Gasoil, Méthane (Exobus), Hybride [1]
- Nb portes : 4 (340 U), 3 (340 S) pour l'Italie ou selon la norme du pays.

La version de 18,0 mètres articulée du Monocar 240 était réalisée sur le châssis du Monocar 340.

### Trolleybus M 240 EI LU
- Longueur : 10,800 / 11,960 m
- Versions : Urbain
- Equipement électrique de traction : moteur Siemens avec de 150 kW avec moteur auxiliaire diesel Merceds-Benz de 140 kW
- Nb portes : 3 pour l'Italie ou selon la norme du pays.

### Le trolleybus AnsaldoBreda F19
Bien que le trolleybus urbain AnsaldoBreda F19 fasse l'objet d'un article détaillé, on peut le citer ici car il est construit sur la base du Monocar 240.
- Longueur : 12,0 m,
- Equipement électrique de traction : moteur Ansaldo de 145 kW avec un moteur auxiliaire diesel VM Motori de 95 kW[2]
- Nb portes : 3, conformément au code italien.